# Twin Freaks
Albums de Paul McCartney
Back in the World
(2003) Chaos and Creation in the Backyard
(2005)
Twin Freaks est un album de musique remix de Paul McCartney, paru en 2005. Pour ce projet, McCartney laisse au DJ Roy Kerr, connu sous le pseudonyme de Freelance Hellraiser, la liberté de remixer à sa guise toutes les chansons de son répertoire solo.
Kerr découpe et recolle ainsi un grand nombre de chansons de l'artiste, parfois peu connues, pour produire un travail inédit. L'album, assez confidentiel, ne paraît que sur vinyle. Il est également proposé en téléchargement légal, mais reste principalement une pièce de collection peu connue.

## Liste des chansons
| No  | Titre                      | Auteur                          | Chant          | Durée |
| --- | -------------------------- | ------------------------------- | -------------- | ----- |
| 1.  | Really Love You            | Paul McCartney, Richard Starkey | Paul McCartney | 5:42  |
| 2.  | Long Haired Lady (Reprise) | Paul McCartney, Linda McCartney | Paul McCartney | 4:50  |
| 3.  | Rinse the Raindrops        | Paul McCartney                  | Paul McCartney | 3:14  |
| 4.  | Darkroom                   | Paul McCartney                  | Paul McCartney | 2:30  |
| 5.  | Live and Let Die           | Paul McCartney, Linda McCartney | Paul McCartney | 3:26  |
| 6.  | Temporary Secretary        | Paul McCartney                  | Paul McCartney | 4:12  |
| 7.  | What's That You're Doing   | Stevie Wonder, Paul McCartney   | Paul McCartney | 4:57  |
| 8.  | Oh Woman, Oh Why           | Paul McCartney                  | Paul McCartney | 4:19  |
| 9.  | Mumbo                      | Paul McCartney, Linda McCartney | Paul McCartney | 5:24  |
| 10. | Lalula                     | Paul McCartney                  | Paul McCartney | 4:25  |
| 11. | Coming Up                  | Paul McCartney                  | Paul McCartney | 4:42  |
| 12. | Maybe I'm Amazed           | Paul McCartney                  | Paul McCartney | 6:12  |